# فريتز راينهارد
فريتز راينهارد (بالألمانية: Fritz Reinhardt )‏ (و. 1895 – 1969 م) هو سياسي، واقتصادي ألماني، ولد في إلميناو، كان عضوًا في الحزب النازي، وكان عضوًا في كتيبة العاصفة، توفي في ريغنسبورغ، عن عمر يناهز 74 عاماً.

## مناصب
تولى منصب عضو مجلس النواب الألماني للجمهورية فايمار
- عضو مجلس النواب الألماني من ألمانيا النازية.

## روابط خارجية
- فريتز راينهارد على موقع IMDb (الإنجليزية)
- فريتز راينهارد على موقع مونزينجر (الألمانية)